# فويتشخ يانكوفسكي
فويتشخ يانكوفسكي (بالبولندية: Wojciech Jankowski)‏ هو مجدف بولندي، ولد في 1 أبريل 1963 في بوتسك في بولندا.

## وصلات خارجية
- فويتشخ يانكوفسكي على موقع الاتحاد الدولي للتجديف (الإنجليزية)
- فويتشخ يانكوفسكي على موقع اللجنة الأولمبية الدولية (الإنجليزية)
- فويتشخ يانكوفسكي على موقع أوليمبيديا (الإنجليزية)
- فويتشخ يانكوفسكي على موقع اللجنة الأولمبية البولندية (مؤرشف) (البولندية)